# Godło Górskiego Karabachu
Godło Górskiego Karabachu to orzeł w koronie. Na jego piersi znajduje się tarcza z panoramą pasma górskiego i pionowym przedstawieniem flagi Górskiego Karabachu. Na pierwszym planie znajduje się przedstawienie pomnika My i Nasze Góry (potocznie Babcia i Dziadek), symbolizującego mieszkańców państwa — kobietę i mężczyznę. Orzeł trzyma w szponach różnego rodzaju produkty rolne m.in. winogrona i pszenicę. Zewnętrzna obręcz to złota wstęga z wypisaną nazwą kraju w języku wschodnioormiańskim.